# Blanca Ares
Blanca Ares Torres (Madrid, 30 dicembre 1970) è un'ex cestista spagnola.

## Carriera
Con la Spagna ha disputato i Giochi olimpici di Barcellona 1992, i Campionati europei del 1993 e i Campionati mondiali del 1994.